# Chlorodiella quadrilobata
Chlorodiella quadrilobata is een krabbensoort uit de familie van de Xanthidae. De wetenschappelijke naam van de soort is voor het eerst geldig gepubliceerd in 1996 door Dai, Cai & Yang.